# ゾラン・ミラノヴィッチ
ゾラン・ミラノヴィッチ（クロアチア語: Zoran Milanović、IPA:[ zǒran milǎːnoʋitɕ]、1966年10月30日 - ）は、クロアチアの政治家。同国大統領（第5代）。同国首相（第10代）、クロアチア社会民主党党首を歴任。

## 来歴

### 初期
ザグレブで誕生。父は経済学者及びユーゴスラビア共産主義者同盟の党員、母は語学講師だった。自身の祖先はリヴノ（現在のボスニア・ヘルツェゴビナ）から来た移住者であると彼は語っている。ザグレブ大学法学部卒業後、インターン時代を経て、1993年からクロアチア外務・欧州統合省職員として勤務していた。1994年に医学生だったサーニャ・ムシッチと結婚し、2人の子を儲けた。

### 政界へ進出
1999年、クロアチア社会民主党ヘ入党。一時は党の報道官を務めていたこともある。2007年6月2日に長年、党首を務めていたイヴィツァ・ラカンの辞任に伴い、臨時党大会が開かれた。党首選挙で数人の候補がいたが、最終的にイヴィツァの最側近であったジェリカ・アントゥノビッチ候補との一騎打ちとなった。結果、828票対625票の投票差で党首に当選。クロアチア社会民主党は同年の議会選挙にて、全153議席あるうちの56議席を獲得した。世界金融危機では同国内の政府の対応が遅く、彼は十分な経済措置がなかったと政府に非難した

### 首相
2011年11月の議会選挙で全151議席のうち、80議席を獲得。議会の承認を受け、彼は12月23日に首相ヘ就任した。2014年には同性婚の権利を保証する生活パートナーシップ法を制定。2013年には、念願だった欧州連合への加盟を実現した。

### 大統領
2020年1月5日、コリンダ・グラバル＝キタロヴィッチを破り、大統領に当選。同年2月19日に就任した。
2022年、ロシアとウクライナとの間で緊張が高まる中、ミラノヴィッチは報道機関とのインタビューで「私たちは（ウクライナの危機に）全く関係がない。クロアチアは有事の際、いかなる軍隊も派兵しない」と発言。これに対しウクライナ外務省は、クロアチアが独立の際に支援を行った過去の関係から激怒。駐在大使を呼びつけると「恥知らず」という厳しい言葉を使って抗議した。最終的に、プレンコビッチ首相が弁明することで事なきを得たが、二国間関係に傷をつけた格好となった。
再選をかけた大統領選挙では2024年12月28日の第1回目投票で得票率49％となり、1位ではあったが過半数に及ばず19％で2位の元科学・教育・スポーツ相のドラガン・プリモラツと共に決選投票に進出。2025年1月12日の投開票で約75％を得票し勝利宣言を行った。